# Giuseppe Depanis
Giuseppe Depanis (Torino, 1853 – Torino, 1942) è stato un avvocato e critico musicale italiano.

## Biografia
Il padre di Giuseppe Depanis, Giovanni, fu impresario teatrale (1823-1889), fautore della musica wagneriana e della nuova musica operistica degli autori italiani, tedeschi e francesi. Nella sua gestione del  Teatro Regio di Torino furono eseguite le prime italiane del Roi de Lahore di Massenet (1878) e la Carmen di Bizet (1881).
Giuseppe Depanis, figlio di Giovanni e di Margherita Maloria, studiò legge e si laureò in giurisprudenza, ma sin dall'adolescenza si dedicò alla musica seguendo gli insegnamenti di C. Rossaro per la teoria e di S. Tempia per il violino.
Partecipò al consiglio direttivo dell'istituto musicale di Torino dal 1884, guidò la Società dei concerti, fondò la Società di musica da camera. Collaborò con numerose commissioni istituite a beneficio della cultura musicale torinese.
Dal 1896 si interessò all'attività industriale e alla vita pubblica. Fu consigliere comunale (1896), assessore (1898-1903) e assessore anziano (1909). 
Fu tra i precursori della cultura sinfonica e teatrale nel capoluogo piemontese. Appassionato di Wagner, grazie al suo impegno furono realizzate le prime dell'Anello e degli altri lavori di Wagner.
Tra le sue numerose attività, va annoverata l'importante collaborazione con il padre nella gestione del teatro Regio.
Collaborò all'organizzazione di una serie di concerti popolari a Torino, durante le Esposizioni di fine secolo e del 1911.
È stato critico musicale della Stampa e diresse la Gazzetta letteraria.
Tra le sue pubblicazioni, annoveriamo: L'anello del Nibelungo (1896), I concerti popolari ed il Regio di Torino (1914).
Quest'ultimo risultò il libro più noto, scritto in uno stile giornalistico e narrativo, impreziosito inoltre di aneddoti piacevoli; l'autore descrisse la vita musicale cittadina di fine Ottocento, inserendovi le biografie di importanti compositori, quali Catalani, Massenet, Goldmark, Rossaro, Bottesini e Pedrotti. 
Negli ultimi anni di vita ebbe difficoltà economiche.